# 15546 Sunyufeng
15546 Sunyufeng este o planetă minoră (asteroid), cu un diametru de 3,941 km, din centura de asteroizi. A fost descoperită pe 5 martie 2000 la Magdalena Ridge Observatory⁠(d) de Lincoln Near-Earth Asteroid Research. 
Obiectul prezintă o orbită caracterizată de o semiaxă mare de 2,5582144 UAi, o excentricitate de 0,14, o înclinație de 11,49322 ° în raport cu ecliptica.